# Валеріанова кислота

Valeric acid

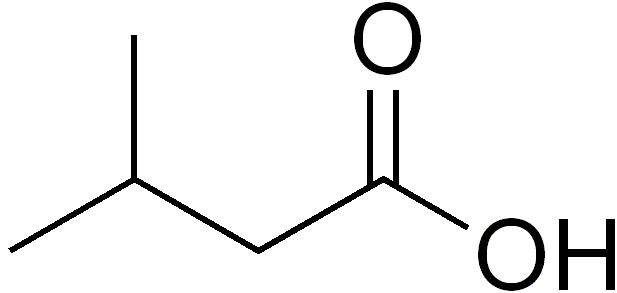
Isovaleric acid

Валеріанова кислота (С4Н9СООН) — масляниста рідина з характерним стійким запахом. Міститься в кореневищах валеріани лікарської. У медицині застосовують цинкову сіль валеріанової кислоти, валідол (ізовалеріановометиловий естер ментолу) та інші похідні валеріанової кислоти.
Валеріанова кислота має 4 ізомери:
- Н-пентанова кислота СН3-СН2-СН2-СН2-COOH
- 3-метилбутанова кислота (ізовалеріанова)  СН3-CH(СН3)-СН2-СООН
- 2-метилбутанова кислота  СН3-СН2-CH(СН3)-СООН
- 2,2-диметилпропанова кислота  СН3-С(СН3)2-СООН

Ізовалеріанова кислота міститься в корені валеріани лікарської, з якої її і отримують відгонкою з водяною парою, а також в чайному листі, ефірних оліях деяких цитрусових та ін. Синтезують її окисненням ізоамілового спирту, наприклад: електролітичним способом в H2SO4 з добавкою MnSO4 на аноді, виготовленому з PbO2, при 20 °С; при нагріванні на повітрі з NaOH + КОН (у співвідношенні 2:1) і невеликою кількістю Н2О при 285–295 °С або з NaOH у присутності карбонату міді CuCO3 · Cu (OH)2 · 0,5Н2О при 140 °С. Ізовалеріанову кислоту застосовують у виробництві валідолу, бромізовалу, корвалолу, валокордину та інших лікарських препаратів, фруктових есенцій і запашних речовин у парфумерії.